# إيلي أفيدار
إيلي أفيدار (بالعبرية: אֵלִי אֲבִידָר‏) ؛ (من مواليد 3 ديسمبر 1964) عضو كنيست عن حزب إسرائيل بيتنا. قبل انتخابه للكنيست، كان رئيسًا لشركة فينتك الناشئة المسماة دينديكس المحدودة. ونائب رئيس الاتحاد العالمي للمجوهرات - سيبيجو. وهو المدير الإداري السابق لمجموعة شركات معهد الماس الإسرائيلي، وبورصة الماس الإسرائيلية، وكان أيضًا دبلوماسيًا كبيرًا في وزارة الخارجية الإسرائيلية.

## روابط خارجية
- «منتدى الشرق الأوسط الذكي» - إيلي أفيدار، رئيس مجلس الإدارة
- مواجهة تلفزيونية مع متحدث سوري خلال عملية «حديد الزهر».
- مواجهة تلفزيونية على قناة الجزيرة إبان حرب لبنان الثانية
- كتاب إيلي أفيدار «الهاوية: رأب الصدع بين إسرائيل والعالم العربي»
- مقال بقلم إيلي أفيدار «موت ورقة التين الإيرانية في لبنان»
- مقال بقلم إيلي أفيدار «مع انخفاض أسعار الذهب الأسود»
- مقال بقلم إيلي أفيدار: «أين امتناننا للشعب الكردي؟»
- إيلي أفيدار في مؤتمر عملية كيمبرلي في إسرائيل 2010: «ما علاقة العبارة الذكية من الرئيس المصري السابق، أنور السادات، بعملية كيمبرلي في 2010؟»
- عين إيلي أفيدار رئيسًا لشركة Carats.io
- IDEX و Carats.io توقعان اتفاقية بشأن تحليل البيانات والأدوات المالية
- عملة معماة الماس الإسرائيلية تنضم إلى منصة تمويل Celsius
- مقابلة حصرية مع رئيس Carats.io إيلي أفيدار: «تغيير المفاهيم المسبقة في أسواق الألماس والأسواق المالية»